# Chrysopilus valdivianus
Chrysopilus valdivianus är en tvåvingeart som beskrevs av Philippi 1865. Chrysopilus valdivianus ingår i släktet Chrysopilus och familjen snäppflugor. Inga underarter finns listade i Catalogue of Life.